# Картман вступает в NAMBLA
Картман вступает в NAMBLA (англ. Cartman Joins NAMBLA) — эпизод 406 (№ 53) сериала «Южный Парк», премьера которого состоялась 21 июня 2000 года.

## Сюжет
Стэн, Кенни, Кайл и Картман играют в настольную игру «Отчёты о последствиях с Биллом Кёртисом», правила которой понимает только Эрик. В процессе игры ребята ссорятся, и Картман, заявив, что он перерос остальных, решает найти себе взрослых друзей. Зайдя в интернет-чат «Мужчины, которые любят маленьких мальчиков», он договаривается о встрече с одним из них, но вскоре после встречи педофила арестовывают федеральные агенты, следившие за чатом. На втором назначенном свидании Картман с удивлением обнаруживает, что его собеседник из чата — не кто иной, как мистер Гаррисон. Вновь появляются федеральные агенты, и мистера Гаррисона тоже арестовывают.
В полицейский участок приходят представители Североамериканской ассоциации бойлаверов (англ. North American Man/Boy Love Association, сокр. NAMBLA) и заявляют, что в любви взрослых людей к маленьким мальчикам нет ничего ужасного, но офицер Барбреди их выгоняет. На собрании члены NAMBLA приходят к выводу, что для пропагандистских плакатов им нужен маленький мальчик, и тут появляется Картман, желающий вступить в NAMBLA, куда его пригласил доктор Мефесто (Картман путает педофильскую организацию с обществом двойников Марлона Брандо с одинаковой аббревиатурой — North American Marlon Brando Look Alikes).
Тем временем, родители Кенни хотят завести ещё одного ребёнка. Кенни переживает, что после рождения нового ребёнка он лишится отдельной комнаты, и пытается им помешать. Сперва он во время игры на улице попадает мячом в пах отцу, затем покупает для мамы противозачаточные таблетки, но их выпивает его отец и начинает страдать от одновременной рвоты и диареи. Увидев рекламу нового аттракциона, который противопоказан беременным женщинам, Кенни уговаривает родителей сходить на него, но травму в итоге получает только отец — он ломает нос. Устав от неудачных попыток, Кенни начинает преследовать маму с вантузом.
Картман рассказывает Стэну и Кайлу о вечеринке, которую устраивает NAMBLA, и дразнится, потому что их туда не пригласили. Ребята решают туда попасть назло Картману и, договорившись с двумя взрослыми, приходят на вечеринку с ними. В итоге ребята понимают, какой именно интерес представляют они для собравшихся взрослых, и пытаются убежать. Картман убеждает Баттерса выйти к педофилам и «отышачить за всю команду». Баттерс соглашается, но, на его счастье, в комнату к педофилам заходит Стюарт Маккормик. После этого федеральные агенты арестовывают всех педофилов.
В конце эпизода вместо погибшего Кенни у Маккормиков рождается младенец, с рождения одетый в оранжевую парку.

## Смерть Кенни
В конце эпизода «скорая помощь» с изнасилованным Стюартом сдаёт назад и переезжает Кенни. В роддоме, когда миссис Маккормик рожает нового ребёнка, он оказывается точной копией Кенни, и становится ясно, что в семье Маккормиков рождается новый Кенни каждый раз, когда предыдущий умирает (когда родился «новый Кенни», его мать говорит, что это у них уже в 52 раз).

## Цензура
- Британский спутниковый канал Sky One отказался транслировать этот эпизод из-за темы педофилии, положенной в основу сюжета, и дополнительной сюжетной линии, в которой Кенни пытается убить неродившегося ребёнка своей матери. Тем не менее, Paramount Comedy Channel, британская версия MTV и канал Channel 4 показали этот эпизод, и он вошёл в британскую версию DVD с четвёртым сезоном «Южного парка».
- Сцены с приступами рвоты и поноса у Стюарта Маккормика были вырезаны из версии для телевещания.

## Пародии
- Сон, который видит Кенни, отсылает к фильму «Оно живо» (1974).
- Погоня по комнатам отеля отсылает к мультипликационному сериалу «Скуби-Ду»; сюрреалистические объекты, пересекающие коридор из одной двери в другую, являются отсылкой к мультфильму «Жёлтая подводная лодка».
- Аттракцион, на который Кенни ведёт своих родителей, называется «Переживание Джона Денвера» (англ. John Denver Experience) и представляет собой самолёт, поочерёдно бьющийся о различные поверхности. Это отсылка к известному фолк-певцу, погибшему в авиакатастрофе на тихоокеанском побережье.

## Факты
- Когда Кенни с вантузом бросается на свою мать, рисунок «I’m With Stupid» на её футболке меняется на «God Bless America». Это отсылает к эпизоду «Пятерняшки 2000».
- Во время игры в начале эпизода Картман вытаскивает игровую карточку, с помощью которой «заражает» Кайла СПИДом. В эпизоде «Проблема с гландами», Картман по-настоящему заразит Кайла ВИЧ-инфекцией.
- Во время погони в отеле играет песня Ива Монтана «Page D'écriture»[2].
- Музыка, играющая в рекламе развлекательного парка, — та же самая, что и в рекламных роликах игрушек из эпизода «Чинпокомон». В эпизоде «Картманлэнд» Картман покупает этот же парк.
- Когда Картман заходит в чат и выбирает собеседника, псевдоним одного из них — «я хочу убить Джоэла Шумахера!». Многие ненавидят его за провальные фильмы из серии про Бэтмена: «Бэтмен навсегда» и «Бэтмен и Робин».
- Во время первого захода Картмана в чат и первого разговора с собеседником можно заметить, что расположение клавиш на клавиатуре изменяется после того, как Картман получает предложение о встрече в ресторане.
- В комнате Картмана висит фотография, на которой Картман стоит вместе с Биллом Клинтоном.
- Когда Кенни умирает в своём сне, Стюарт МакКормик произносит фразу «О, Господи! Оно убило Кенни!», на что его жена отвечает «Плохой малыш, плохой малыш!»
- Фотограф, который снимает Картмана для плаката, ранее появлялся в эпизоде «Ринопластическая клиника Тома». Там он фотографировал мистера Гаррисона после операции.
- Врач, который продал Кенни таблетки от беременности, уже появлялся в серии «Тимми 2000». Там он продавал жителям Южного парка риталин.
- Бедность семьи МакКормиков подчёркивается наличием у них игровой приставки ColecoVision, которая вышла в 1982 году.